# Madras (Oregon)
Madras és una població dels Estats Units i seu del comtat de Jefferson a l'estat d'Oregon. Segons el cens del 2000 tenia 5.078 habitants.

## Demografia
Segons el cens del 2000, Madras tenia 5.078 habitants, 1.801 habitatges, i 1.251 famílies. La densitat de població era de 899,4 habitants per km².
Dels 1.801 habitatges en un 41% hi vivien nens de menys de 18 anys, en un 49,2% hi vivien parelles casades, en un 12,9% dones solteres, i en un 30,5% no eren unitats familiars. En el 25,3% dels habitatges hi vivien persones soles el 9,2% de les quals corresponia a persones de 65 anys o més que vivien soles. El nombre mitjà de persones vivint en cada habitatge era de 2,78 i el nombre mitjà de persones que vivien en cada família era de 3,32.
Per edats la població es repartia de la següent manera: un 33,1% tenia menys de 18 anys, un 10,6% entre 18 i 24, un 29,7% entre 25 i 44, un 16,1% de 45 a 60 i un 10,5% 65 anys o més.
L'edat mediana era de 29 anys. Per cada 100 dones de 18 o més anys hi havia 94,8 homes.
La renda mediana per habitatge era de 29.103$ i la renda mediana per família de 33.275$. Els homes tenien una renda mediana de 27.656$ mentre que les dones 19.464$. La renda per capita de la població era de 12.937$. Aproximadament el 15,2% de les famílies i el 19,6% de la població estaven per davall del llindar de pobresa.

## Poblacions més properes
El següent diagrama mostra les poblacions més properes.